# Spożytkowanie
Spożytkowanie (ang. utilization) – jedno z najważniejszych pojęć terapii ericksonowskiej. Można je rozumieć w sposób węższy – jako podstawową strategię terapeutyczną, lub szerzej – jako ideę, jaka jest obecna we wszystkich zasadach terapii ericksonowskiej, we wszystkich strategiach, a także w postawie terapeuty.
Idea spożytkowania mówi o tym, że terapeuta strategicznie reaguje na wszystko, co związane jest z pacjentem lub środowiskiem, w jakim pacjent przebywa. Wszystkie informacje wnoszone przez pacjenta, jego energia, doświadczenia uczenia się, zasoby, relacje, ale również objawy mogą być użyte w celach terapeutycznych. Proces spożytkowania jest więc nieodłącznie związany z procesem diagnozy. Terapeuta decyduje, na których aspektach doświadczenia pacjenta będzie opierał strategie terapeutyczne, a z których nie będzie korzystał. W tym sensie terapeuta przyjmuje postawę spożytkowania, zgodnie z podstawowym zaleceniem Miltona Ericksona: „accept and utilize” („przyjmij i spożytkuj”).
Spożytkowanie wiąże się z ericksonowskim rozumieniem każdego człowieka jako niepowtarzalnej osoby. W związku z tym również terapia powinna być jedyna i niepowtarzalna, „uszyta na miarę” każdego pacjenta. Dla pacjenta znaczące jest to, co mieści się w jego ramach odniesienia, zbudowanych z jego własnych doświadczeń. Jeżeli terapeuta ma szacunek dla modelu świata pacjenta i w nim umieszcza doświadczenia terapeutyczne, pacjent może z nich skorzystać, nie przejawiając oporu.

## Źródła
- Geary B.B., Zeig J.K (red.). (2001). The handbook of Ericksonian Psychotherapy. Phoenix, Az: The M. Erickson Foundation Press.
- Zeig J.K., Munion M. (2005). Milton H. Erickson. Gdańsk: GWP.